# San Andreas Mega Quake
San Andreas Mega Quake ist ein US-amerikanischer Katastrophenfilm aus dem Jahr 2019.

## Handlung
Ein starkes Beben an der San-Andreas-Verwerfung hat Los Angeles zerstört und die Evakuierung ist im vollen Gange. Laut einigen Wissenschaftlern wird es allerdings ein weiteres, noch stärkes Beben geben. Daher wird die Nordamerikanische Platte gründlich untersucht, um früh auf eventuelle Bedrohungen reagieren zu können. Der renommierte Wissenschaftler Dr. Jan Werner findet dabei heraus, dass das große Beben Kalifornien in bereits zwei Tagen heimsuchen wird. Er prognostiziert anhand der Labordaten außerdem, dass aufgrund der Stärke des Bebens und der daraus resultierenden Tsunamis die gesamte Küstenlinie im Westen Amerikas versinken wird.
Er kontaktiert seine Ex-Frau Deborah Franklin, die damals in der gleichen Behörde arbeiteten, um mit ihrer Hilfe und einer seismischen Kanone das Beben zu stoppen. Sie entwickelte diese Maschine um Beben zu verhindern und Leben zu retten. Allerdings beanspruchte das Verteidigungsministerium das Gerät für sich und konstruierten es zu einer Waffe um. Der daraus resultierende Streit kostete Deborah den Job und die Ehe. Das Militär zeigt sich kooperativ und das Gerät wird an das vermeintliche Epizentrum geschaffen. Begleitet werden Dr. Werner und seine Ex-Frau von den Mitarbeitern Christine und Drew. Letzterer erliegt seinen Verletzungen, die er während eines Sturzes in einen Erdspalt erfuhr. Leider reicht die Energie nicht, um die San-Andreas-Verwerfung zu reparieren, das Beben wird lediglich hinausgezögert und nach Los Angeles gelagert.
Um diese Beben nun zu stoppen, schlägt Dr. Werner vor, einen inaktiven Vulkan aufzubrechen, um dadurch die beim Erdbeben frei werdende Energie abzulenken und dadurch eine neue Kruste auf der Erdoberfläche zu bilden. Die gemeinsame Tochter Ingrid ist derweil die letzte der Evakuierungstruppen und in höchster Gefahr. Nachdem sie eine Zivilistin erfolgreich bergen konnte, reaktiviert sie einen Helikopter und kann entkommen.
Derweil hat das Militär unter der Führung von Colonel Lochner eine Bombe an den Zielort gebracht, um die Lava zu befreien. Während eines Bebens stürzt die Gruppe in eine Magmakammer. Dr. Werner rettet die Gruppe aus der Grube, wird selbe von dem Soldaten Chai gerettet, der den Heldentot stirbt. Da dieser die Fernbedienung für den Sprengkörper hatte, muss Dr. Werner zurück in den Spalt und die Bombe manuell zünden. Gerade noch rechtzeitig rettet seine Tochter die Gruppe vom Helikopter aus.

## Hintergrund
Der Film erschien in den USA am 3. April 2019 auf verschiedenen Internetseiten. In Deutschland erfolgte der Videoverleih ab dem 6. September 2019. Bereits 2015 in San Andreas Quake – Los Angeles am Abgrund behandelte The Asylum das Thema Erdbeben in Kalifornien.

## Rezeption
„Billiger Katastrophenfilm mit einem komplett hanebüchenen Plot, miserablen Darstellern und durchweg lachhaften Spezialeffekten. Die mangelnde Sorgfalt in allen Bereichen sorgt dafür, dass auch der Trash-Aspekt keinerlei Unterhaltungswerte erzeugt.“